# Jena
Jena je město na řece Sále v Durynsku ve Spolkové republice Německo. Žije zde přibližně 111 tisíc obyvatel. Jena je střediskem sklářského, strojírenského (optické přístroje Zeiss) a farmaceutického průmyslu.

## Dějiny
První zmínky pocházejí ze 7.–9. století, v roce 1230 byla městu udělena městská práva.
V oblasti kolem Jeny žili v 3.–6. století Durynkové; kulturní ráz zde ovlivňovaly i styky s Římany a Ostrogóty. V roce 634 sem přišli Lužičtí Srbové. V 10. století se zde upevnilo křesťanství, jež se sem šířilo již od doby Bonifácovy misie.
Historické názvy: Gene (648, 1002, 1145), Jani (830), Gena (1033), Genea (1092), Jene (1284), Jhene (1288), Jehne (1415), Jhenis (1440).
V roce 1558 byla založena zdejší univerzita; ta se počátkem 19. století stala centrem, kolem něhož vznikl německý idealismus a raný romantismus. V té době zde studoval i slovenský a český obrozenec Ján Kollár. Pro svou univerzitní historii je město přezdíváno Athény na Sále.
Mezi léty 1672–1690 byla Jena sídelním městem vévodství Sasko-Jena, od roku 1741 součástí vévodství Sasko-Výmar. V roce 1806 porazil Napoleon I. v bitvě u Jeny a maršál Davout u Auerstedtu pruskou armádu.

## Partnerská města
- Aubervilliers, Francie, 1999
- Berkeley, Kalifornie, USA
- Erlangen, Německo, 1987
- Lugoj, Rumunsko, 1983
- San Marcos, Nikaragua, 1996

## Obrazárna

Jena
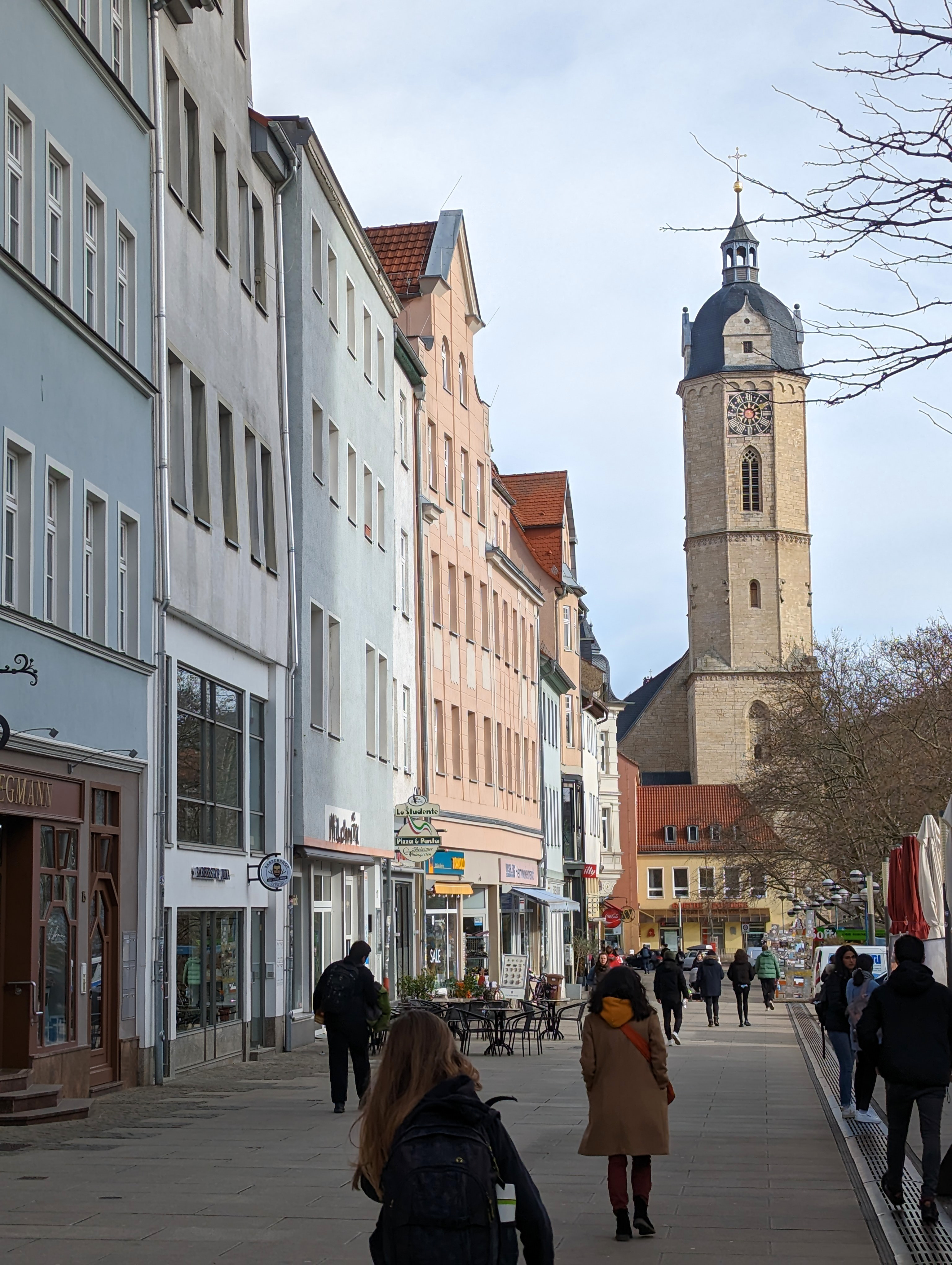
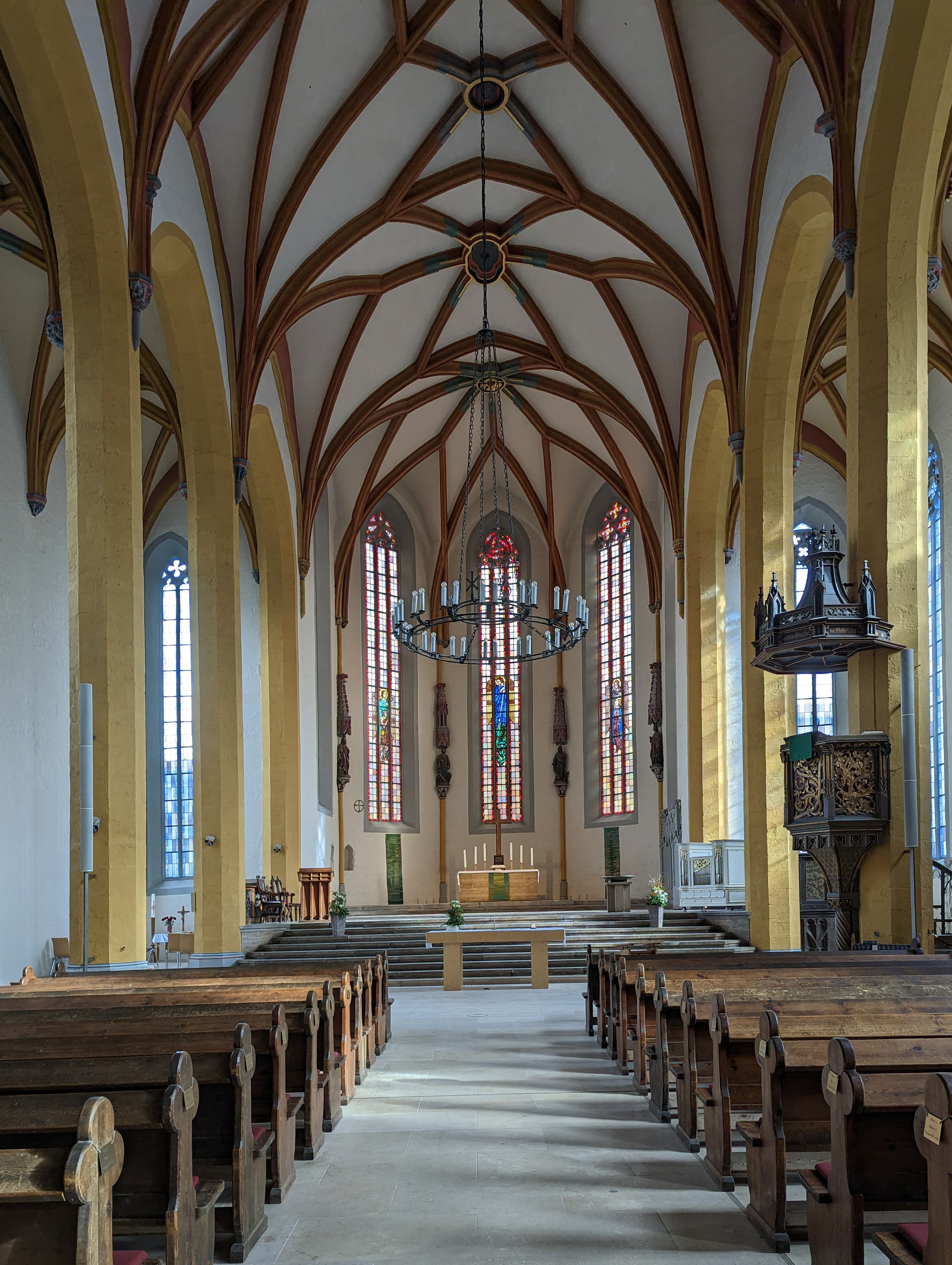
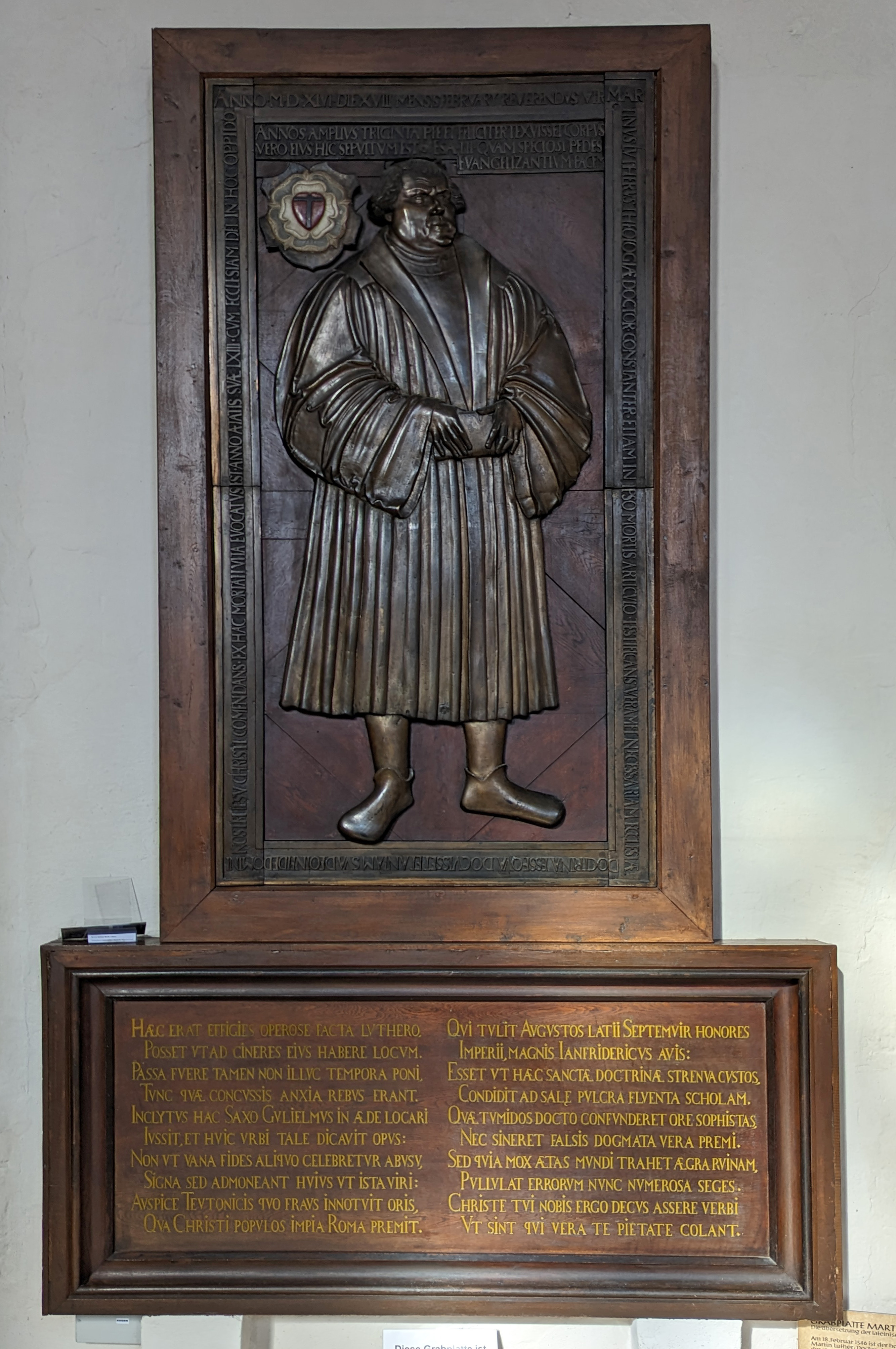
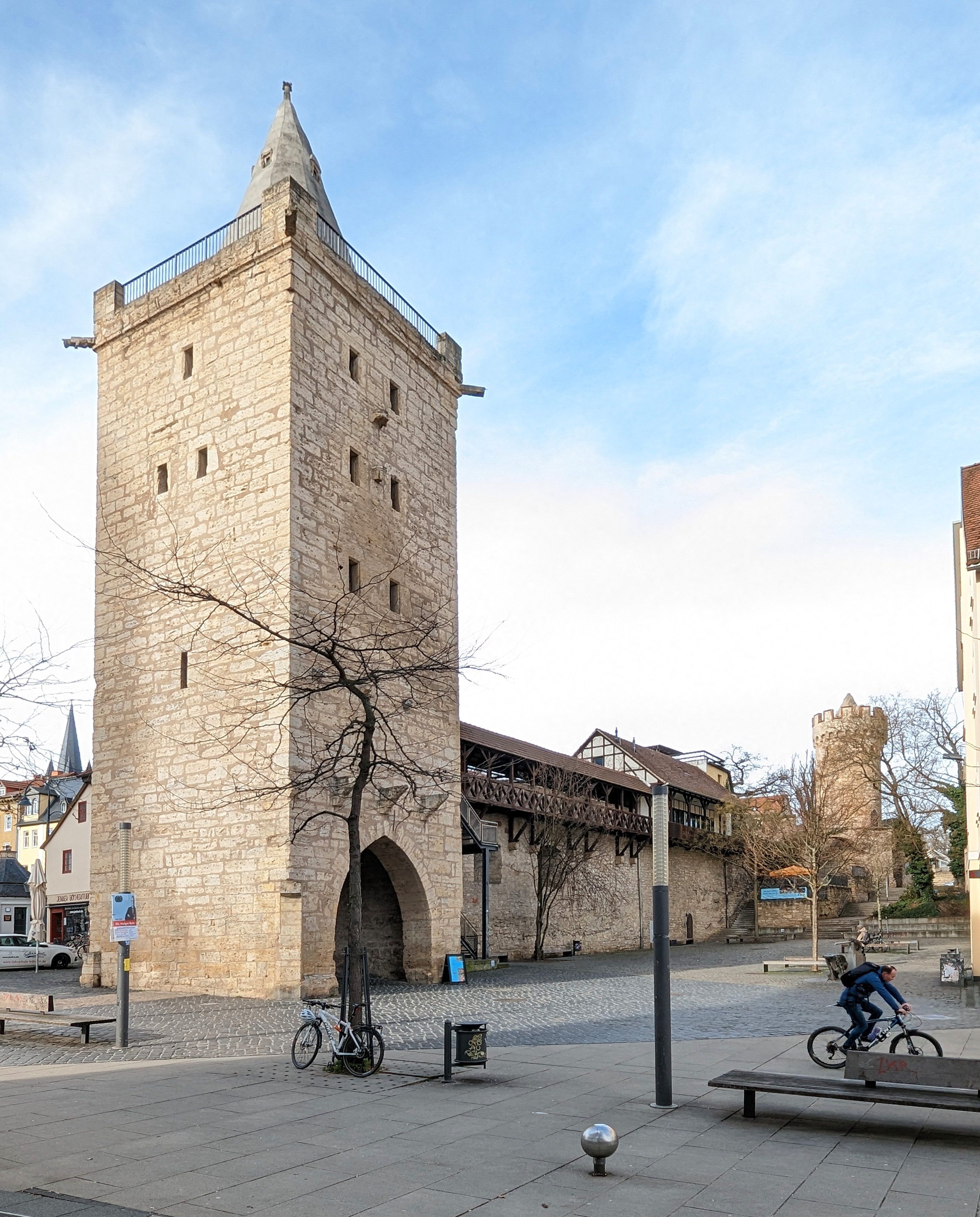
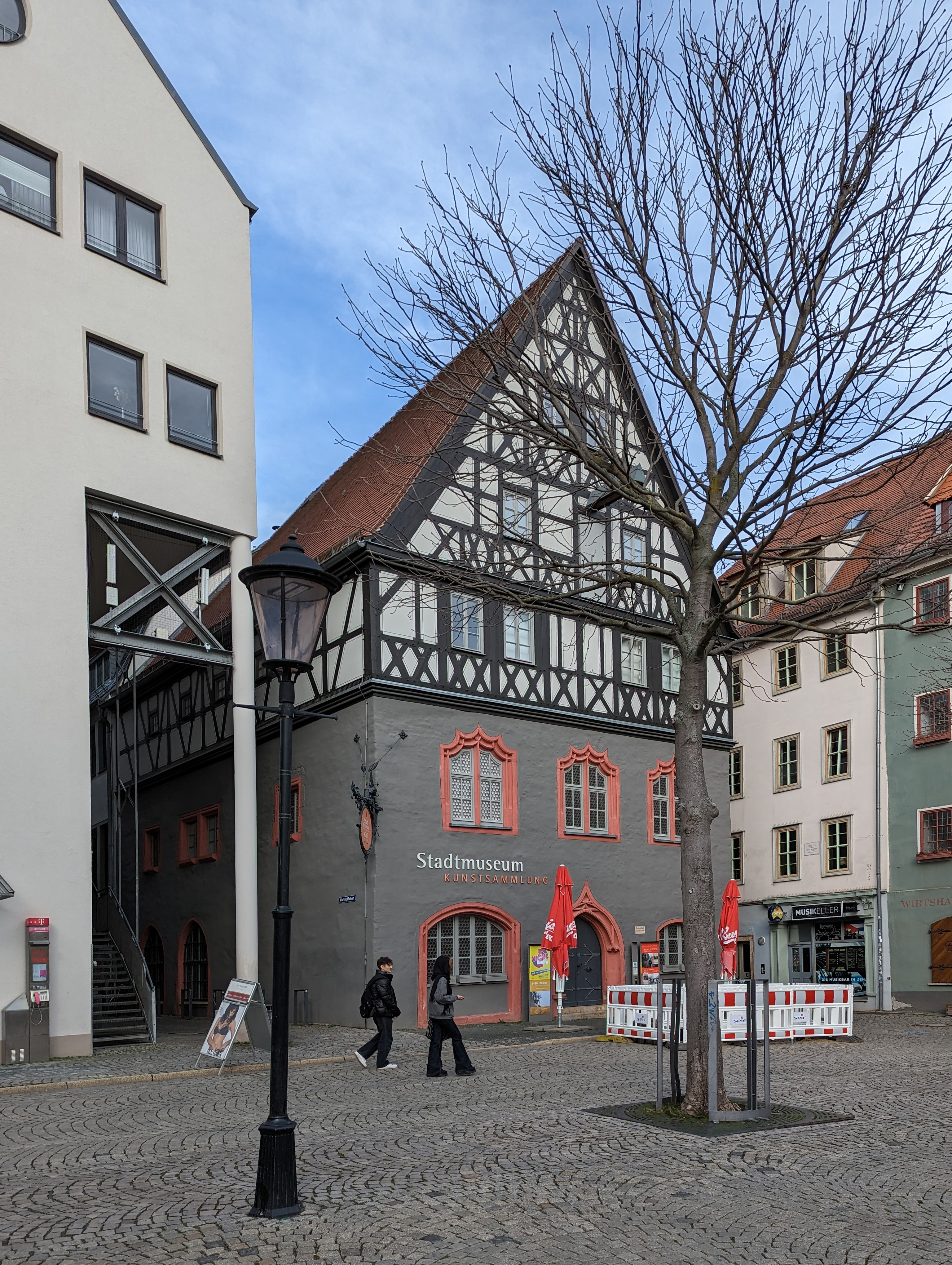
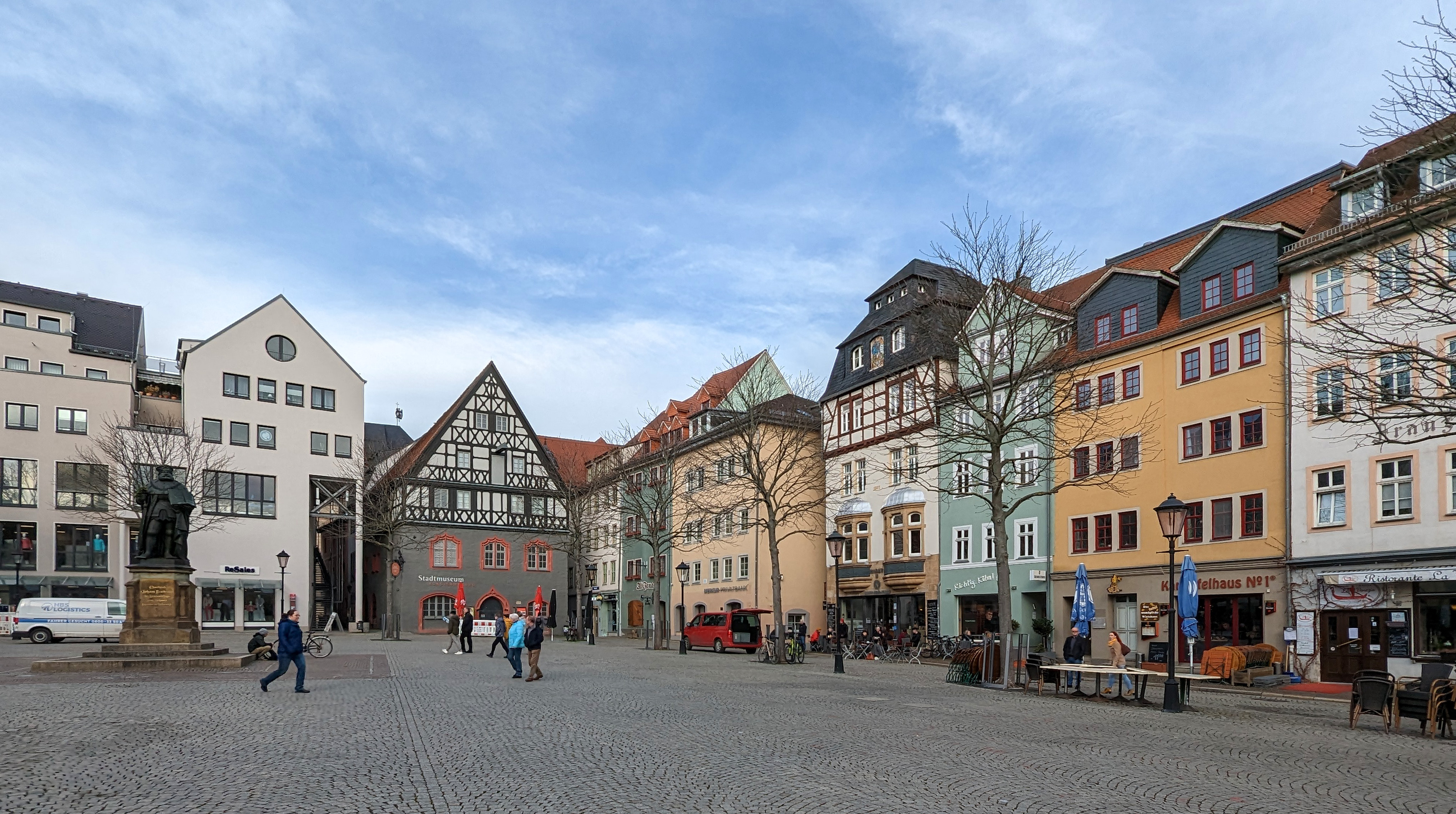
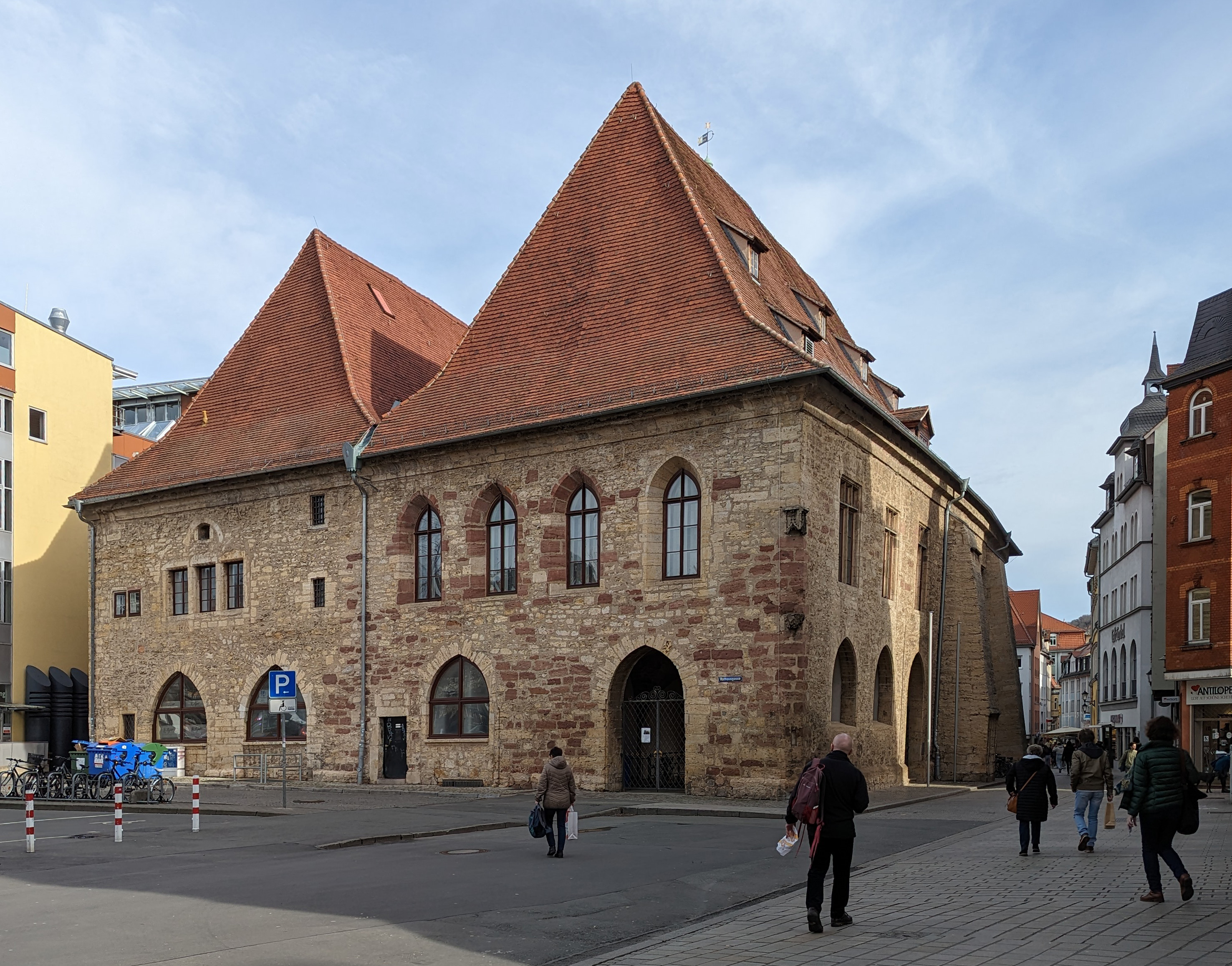
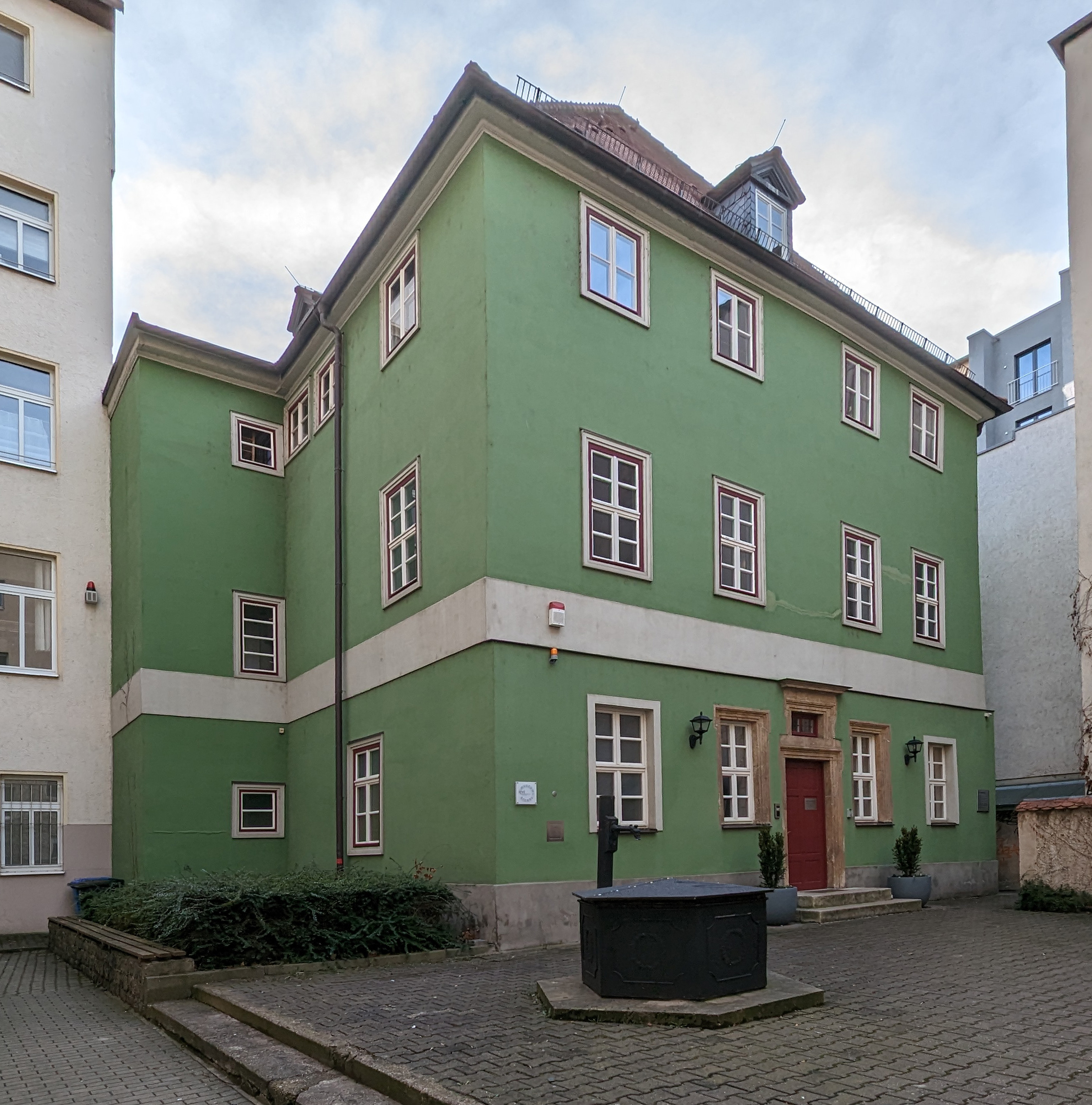
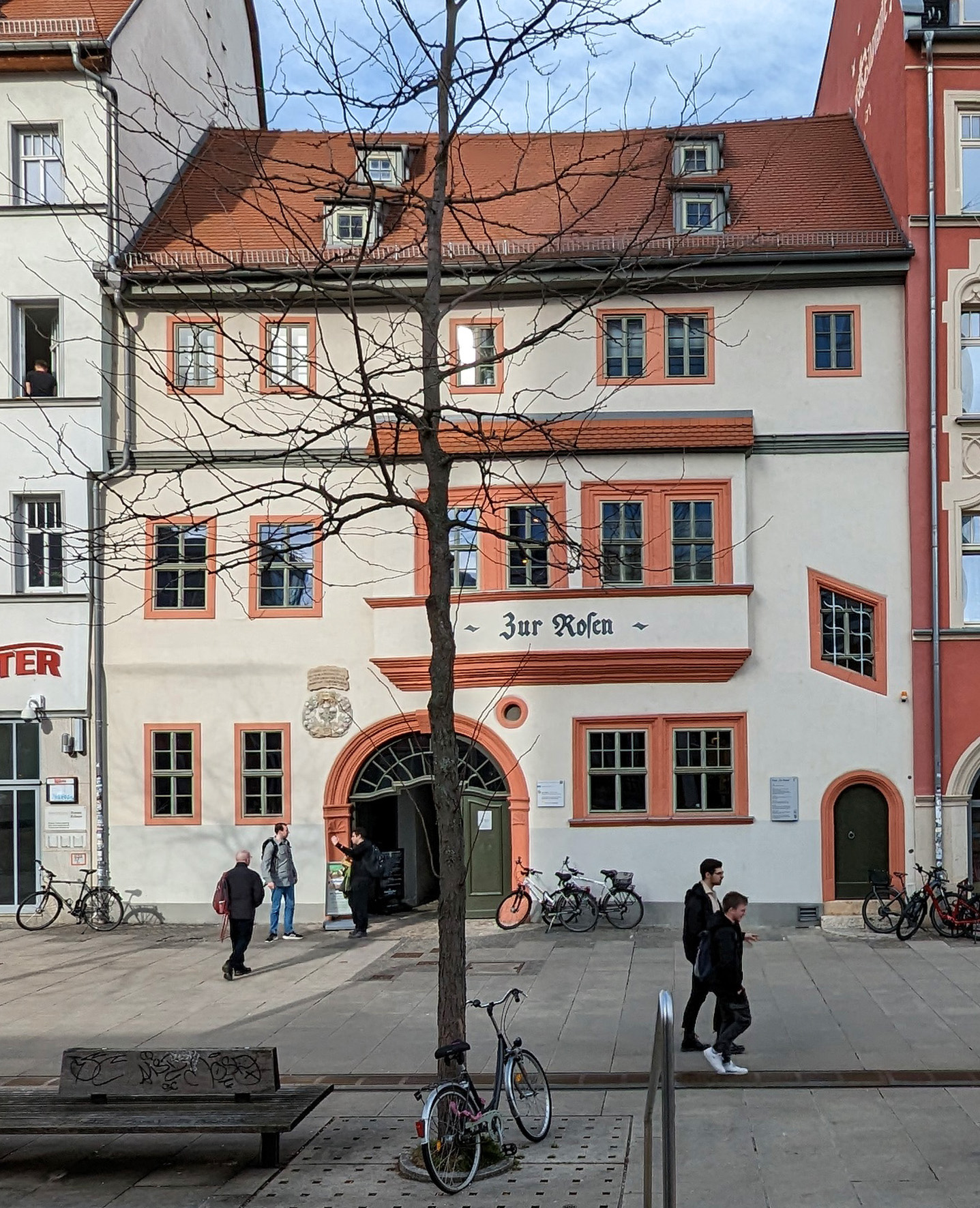
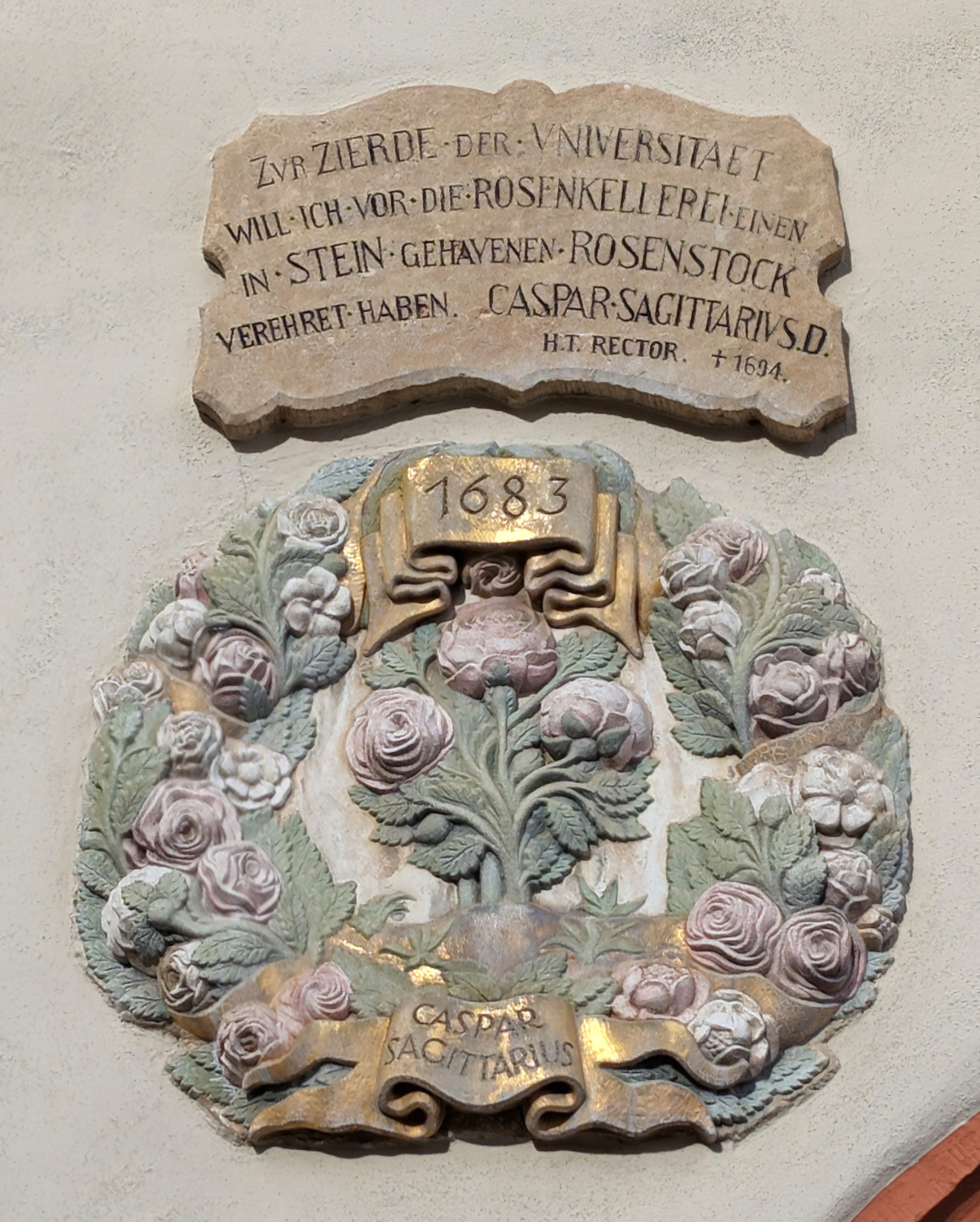